# Lift Me Up (canción de Geri Halliwell)
«Lift Me Up» es una canción por Geri Halliwell, el tercer sencillo de su álbum debut Schizophonic. Fue lanzado el 1 de noviembre de 1999; y debutó y llegó al número uno en Reino Unido, ganando la batalla contra el sencillo de Emma Bunton, "What I Am" (número dos) por 33 000 copias.

## Posiciones
Geri publicó su tercer sencillo el 1 de noviembre, junto al debut de Emma Bunton, "What I Am" (que fue una colaboración con Tin Tin Out). Cuando Geri descubrió que su sencillo iba a ser lanzado el mismo día que su excolega de las Spice Girls, quería cambiarlo, pero era muy cercano a la fecha de lanzamiento para cambiarlo, entonces, con el estilo de Geri, tomó la determinación que su sencillo llegara número uno pasando a Emma. "Lift Me Up" alcanzó el número uno en Reino Unido el 13 de noviembre de 1999. En el primer día de las ventas, Geri estaba por delante de Emma solo por 200 copias, pero debido a una furiosa promoción de parte de Geri, "Lift Me Up" terminó vendiendo 139,000 copias en la primera semana ("What I Am" en la primera semana en sus ventas fue de 106,000 copias). El total de ventas son de 341,768 copias en Reino Unido, el sencillo tuvo un plazo de quince semanas en el Top 100 de Reino Unido.
| Listas (1999)                             | Posición |
| ----------------------------------------- | -------- |
| UK Singles Chart                          | 1        |
| Malaysian Single Chart                    | 3        |
| Irish IRMA Singles Chart                  | 8        |
| Eurochart Hot 100 Singles                 | 11       |
| Brazil Hot 100                            | 12       |
| Italian Singles Chart                     | 19       |
| Finnish Singles Chart                     | 20       |
| Canadian Singles Chart (on imports alone) | 35       |
| Swedish Singles Chart                     | 56       |
| Dutch Singles Chart                       | 71       |
| Australian ARIA Singles Chart             | 74       |
| German Singles Chart                      | 77       |
| Year-End Charts (1999)                    |          |
| UK Top 100 Singles of the Year            | 57       |

Ventas en Reino Unido: 341,768 (Oro)

## Vídeo musical
El vídeo musical para "Lift Me Up" fue dirigido por Howard Greenhalgh y filmado en octubre de 1999 en Málaga, España.

## Formatos y listado de canciones
Estos son los formatos y listado de canciones del sencillo "Lift Me Up".
UK CD1/Europeo CD2

(Lanzado el 1 de noviembre de 1999)
1. «Lift Me Up» - 3:52
2. «Lift Me Up» [Metro Edit] - 3:57
3. «Lift Me Up» [Almighty Edit] - 3:24
4. «Lift Me Up» [K-Klass Phazerphunk Mix] - 8:02

UK CD2/Europeo CD1

(Lanzado el 1 de noviembre de 1999)
1. «Lift Me Up» - 3:52
2. «Live and Let Die» - 3:10
3. «Very Slowly» - 3:59
4. «Lift Me Up» Enhanced Video

Europeo 2-Track CD Single

(Lanzado el 1 de noviembre de 1999)
1. «Lift Me Up» - 3:52
2. «Live and Let Die» - 3:10
3. «Lift Me Up» Enhanced Video

Italian 12"

(Lanzado el 1 de noviembre de 1999)
1. «Lift Me Up» [K-Klass Phazerphunk Mix] - 8:02
2. «Lift Me Up» [Sharp Deadly Dub] - 6:55
3. «Lift Me Up» [Sharp Sonik Vocal Mix] - 7:34
4. «Lift Me Up» - 3:52

## Versiones oficiales y remixes
1. Versión de álbum - 3:52
2. Almighty 7" Definitive Mix - 3:24
3. Almighty Definitive Mix* - 6:54
4. Almighty Edit - 6:06
5. K-Klass Phazerphunk Mix - 8:02
6. K-Klass Phazerphunk Radio Mix* - 4:06
7. K-Klass Phazerphunk Mix Edit - 3:18
8. Metro Club Mix* - 6:04
9. Metro Edit - 3:57
10. Metro Extended Mix* - 6:06
11. Pharmacy Phazerphunk Dub* - 7:22
12. Sharp Sonik Vocal Mix - 7:34
13. Sharp Deadly Dub - 6:55

* sólo aparece en sencillos promocionales